# Єриняк Юрій Григорович
Юрій Григорович Єриняк (нар. 25 лютого 1967, Фалешти, Молдавська РСР) — український кримінальний авторитет на прізвисько «Юра Молдован», громадський діяч, підприємець, меценат.

## Походження та навчання
Батько — українець, рід якого походив з Чернівецької області, а мати — з молдовського міста Фалешти, Юрій має брата та сестру. У 1974—1982 — навчався в середній школі № 8 міста Бєльці, далі вступив на навчання до ПТУ № 12 в Бєльцях, яке закінчив 1984 року.
Вищу освіту за спеціальністю «Менеджмент організацій» та кваліфікацію менеджер-економіст здобув 2003 року, закінчивши Харківський регіональний інститут державного управління Національної академії державного управління при Президентові України.

## Трудова діяльність та бізнес
На початку 1990-х років переїхав з Молдови до АР Крим. Почав працювати на малому спільному підприємстві «САТА». З листопада 1992 року став заступником директора з загальних питань цього підприємства: приватизація Ялтинського рибзаводу, оренда кількох риболовецьких суден українського флоту. Наприкінці 1990-х років став співвласником будівельних підприємств, а також компанії, яка здавала нерухомість в оренду. У вересні 1998 року перейшов до ТОВ «Гримпис», де працював заступником директора до червня 2007 року. Займався гуртовою торгівлею продуктами харчування, сільгосппродукцією. На початку 2000-х років переїхав до Києва.
2004 року приєднався до кримського кримінального угруповання «башмаків». Яке і очолив разом з Колею Молдаваном (Микола Кожухар) та Данилом (Олександр Данильченко): основні інтереси угруповання були зосереджені в Києві, де «башмаки» працювали під опікою Яна Табачника і його зв'язків в МВС; під контролем «башмаків» в столиці працювала мережа тіньових точок зі скупки золота, заснована в середині 90-х кланом кримських тіньовиків (бойовики для охорони бізнесу приїжджали з Криму, вся мережа перебувала під «дахом» УБОЗ).
З травня 2007 по 2010 роки здійснював підприємницьку діяльність та був зареєстрований як фізична особа-підприємець.
У квітні 2010 року виконував обов'язки помічника-консультанта народного депутата України Олега Надоши. А з грудня 2012 року працював помічником-консультантом народного депутата України Дмитра Святаша — за напрямком GR, по суті, — лобістської діяльності. «Я консультував їх з організації зустрічей, контактів з органами виконавчої влади. Готував до розгляду комітетів документи, супроводжував в поїздках на округи», — уточнив Юрій Єриняк.
З серпня 2018 року та дотепер здійснює підприємницьку діяльність, як інвестор в компаніях, які займаються розробкою програмного забезпечення та зареєстрований як фізична особа-підприємець.

## Діяльність у злочинному світі
Юрій Єриняк відомий у кримінальному світі під прізвиськом «Юра Молдован». За інформацією Міністерства внутрішніх справ України станом на 2019 він був одним з п'яти кримінальних авторитетів України.
У 1990-х та 2000-х був одним із лідерів кримського злочинного угрупування «Башмаки». За даними ЗМІ, володів 5-10 % акцій ПрАТ «Нафтогазвидобування» (НГД), які отримав від Миколи Рудьковського, а пізніше мав зв'язок із компанією, що займалася нелегальним видобутком піску в Києві.
Кілька разів заарештовувався правоохоронними органами (наприкінці 1990-х рр.; 2005 р. — за вимагання, але справи до суду не доходили; у 2014 р. — за даними прокуратури, за звинуваченням у незаконному позбавленні волі і вимаганні), коли Печерський суд Києва обрав міру запобіжного заходу — два місяці арешту. Колишній голова ПрАТ «Нафтогазвидобування» Олег Семінський називав Юрія Єриняка як одного із організаторів свого викрадення і незаконного ув'язнення, однак суд не визнав його провину.
12 жовтня 2019 Юрій Єриняк як кримінальний авторитет «Юра Молдован» на весіллі дочки голови азербайджанської громади України в присутності низки злодіїв у законі позбав титула головного злодія в законі України Андрія Недзельського («Недєлю»), який був «смотрящим» за Києвом.
У січні 2020 року, суд виправдав Єриняка у кримінальному провадженні пов'язаному із незаконним зберіганням зборої, яке розглядалось з 2015 року.

## Громадська діяльність
2014 року заснував благодійний фонд «Хартс» для допомоги дитячим будинкам, тяжкохворим дітям, дітям учасників АТО і переселенців з ОРДЛО та медичним закладам. Один із проектів фонду — передача Київському міському центру репродуктивної та перинатальної медицини німецького апарату для штучної вентиляції легень новонароджених Medin CNO.
Також цей фонд фінансує організацію спортивних заходів, закуповує спортивний інвентар тощо.
Одна із останніх ініціатив фонду — підтримка заходів «Білої стрічки», скерованих проти домашнього насилля.
2014 року, з нагоди 200-річчя Тараса Шевченка, надав спонсорську допомогу для організації та проведення у Кишиневі (Молдова) десятого Міжнародного фестивалю української культури Plai Natal («Рідний край»)..
Є керівником організації «Релігійна громада Успенська парафія у Дарницькому районі Києва УПЦ МП», побудував Храм Успіння Пресвятої Богородиці (УПЦ МП).

## Особисте життя
Одружений. Має двох доньок та трьох синів. Разом із дружиною Мариною Єриняк (директор благодійного фонду «Хартс»), займаються благодійною діяльністю.